# Dražin Vrt
Dražin Vrt je naselje u Boki kotorskoj, u općini Kotor. 

## Stanovništvo

### Nacionalni sastav po popisu 2003.[1]
- Crnogorci -  35
- Srbi -  23
- Makedonci - 1